# This Is Hardcore
Albums de Pulp
Different Class
(1995) We Love Life
(2001)
Singles
1. Help the Aged
Sortie : 10 novembre 1997
2. This Is Hardcore
Sortie : 16 mars 1998
3. A Little Soul
Sortie : 8 juin 1998
4. Party Hard
Sortie : 7 septembre 1998

This Is Hardcore est le sixième album de Pulp, sorti en 1998, trois ans après l'album qui leur avait ouvert les portes du succès (Different Class, 1995). Une édition spéciale est également sortie contenant un deuxième CD enregistré au festival de Glastonbury en 1998.

## Description
This Is Hardcore, s'il ne rencontra pas le même succès commercial que Different Class, reçut cependant un bon accueil de la critique. Ainsi, les revues musicales Rolling Stone et Q Magazine lui attribuèrent tous les deux une note de quatre sur cinq. 

This Is Hardcore fut également nommé pour le Mercury Prize en 1998.

## Liste des titres

### Album originalThis Is Hardcore
1. The Fear
2. Dishes
3. Party Hard
4. Help the Aged
5. This Is Hardcore
6. TV Movie
7. A Little Soul
8. I'm a Man
9. Seductive Barry
10. Sylvia
11. Glory Days
12. The Day After the Revolution
13. Like a Friend (titre bonus - USA, Japon)
14. Tomorrow Never Lies (titre bonus - Japon)

### Disque bonus liveThis Is Glastonbury
1. The Fear
2. Live Bed Show
3. TV Movie
4. A Little Soul
5. Party Hard
6. Help the Aged
7. Seductive Barry
8. This Is Hardcore (titre bonus - Japon)
9. Glory Days/Common People (titre bonus - Japon)

### Disque bonus version deluxe
1. Cocaine Socialism (Proper Version)
2. It's a Dirty World (Recording Session Outtake)
3. Like a Friend
4. The Professional
5. Ladies' Man
6. Laughing Boy
7. We Are the Boyz
8. Tomorrow Never Dies (Rough Mix)
9. Can I Have My Balls Back, Please? (Demo)
10. Modern Marriage (Demo)
11. My Erection (Demo)
12. You Are the One (Demo)
13. Street Operator (Demo)
14. This Is Hardcore (End of the Line Mix)

## Commentaires
- Les photographies contenues dans le livret de l'album ont été prises à l'hôtel London Hilton on Park Lane, à Londres, par le photographe Horst Diekgerdes.
- Le morceau This Is Hardcore contient un sample du morceau Bolero on the Moon Rocks composé par Peter Thomas et interprété par son orchestre, le Peter Thomas Sound Orchestra.
- Le morceau Glory Days est une critique sarcastique du blairisme.
- À l'origine, le morceau Like a Friend n'apparaissait pas sur la version initialement sortie au Royaume-Uni en 1998, mais sur le single A Little Soul (Part 1) (sorti en 1998). Par ailleurs, ce morceau apparaît sur la bande originale du film De grandes espérances.
- Le morceau A Little Soul fera l'objet d'un remix par Kid Loco avec lequel Jarvis Cocker effectuera sa reprise de Serge Gainsbourg Je suis venu te dire que je m'en vais.
- Le titre Tomorrow Never Lies s'appelait à l'origine Tomorrow Never Dies et avait été composé pour servir de générique au film de James Bond Demain ne meurt jamais.

## Crédits
- Tous les textes de l'album sont écrits par Jarvis Cocker.